# Хахальня
Хахальня (пол. Chachalnia) — село в Польщі, у гміні Здуни Кротошинського повіту Великопольського воєводства.
Населення — 250 осіб (2011).
У 1975-1998 роках село належало до Каліського воєводства.

## Демографія
Демографічна структура станом на 31 березня 2011 року:
|          | Загалом | Допрацездатний вік | Працездатний вік | Постпрацездатний вік |
| -------- | ------- | ------------------ | ---------------- | -------------------- |
| Чоловіки | 143     | 35                 | 96               | 12                   |
| Жінки    | 107     | 26                 | 66               | 15                   |
| Разом    | 250     | 61                 | 162              | 27                   |